# 緑の日々
「緑の日々」（みどりのひび）は、小田和正作詞 · 作曲による、オフコースの曲。1984年9月21日に通算27枚目のシングルとして発売された。後に小田自身によるセルフ・カヴァーが1993年3月25日に通算10枚目のシングルとして発売された。

## オリジナル

### 解説
「緑の日々」は、アルバム『The Best Year of My Life』からのシングル・カット曲で、アルバム収録曲と同内容。シングル・リリース当時、小田の演出でプロモーション・フィルムが制作され、『ロッキー』と『天国から来たチャンピオン』をあわせたようなストーリーで、メンバーの清水仁が元世界チャンピオンのボクサーを演じた。共演は清水の恋人役に高樹沙耶、店のボーイに扮した天国の神様役に武田鉄矢がそれぞれ出演。さらに、ボクシング・ジムでの清水の練習シーンにはトレーナー役としてエディ・タウンゼントも出演し、11分を超える作品となった。カメラマンは、後に小田の第1回映画監督作品『いつか どこかで』にも携わる西浦清。小田は「この時は、（清水）仁が1か月くらい、ボクシング・ジムに通ってね。俺はボクシングが好きで、トレーナー役に、エディ・タウンゼントさんに出てもらった。仁は、自分からジムに通いたいって言いだしたんだ。あいつ、やるとなると徹底的にやるんだ。この時は、北海道に行って撮影したり、そのうちなんだか、どんどんエスカレートして、車がぶつかるスタント・シーンをやろう、とか。そんなふうに、一つの曲からエピソードを膨らませて作った」とインタビューで答えている。この曲は後に小田がエンディングに新たな歌詞を追加してセルフ・カヴァーし、シングルとしてリリース、後にアルバム『LOOKING BACK』に収録された。
「CITY NIGHTS」はアルバム『over』収録曲「哀しいくらい」の改作で、同曲のメロディーに新たに英語詞をつけた作品。作詞を担当したJIMMY COMPTONは当時のスタッフの知り合いで、全曲英語詞のアルバム『Back Streets of Tokyo』リリースよりも以前の1983年3月、アメリカのキャピトル・レコードとの契約を目指して9曲ほど制作された、“GETTING BETTER DEMO”と呼ばれるデモ・テープの一曲。以前からアルバムのミックス・ダウンでアメリカを訪れた際、オフコースはアメリカのレコード会社とコンタクトが取れないかと努力していた。当時、東芝EMIからキャピトル・レーベルの作品がリリースされていた関係で、ロスアンゼルス滞在時には、そのオフィスを表敬訪問した。小田は「現地のプロデューサーに会った。その人の家に行ったりして、急に海外が近づいたような気がした。でも、今思えば、それはただの社交辞令だったんだよ。もちろん、日本でアメリカの音楽を追っ掛けていても、それがアメリカでのニーズになるわけないのは知ってたよ。だけど、もし可能なら向こうでやりたい、というのはあったんだ」とインタビューで答えている。さらにジョージ・マーティンとも会ったという。小田は「ロンドンのエアー・スタジオってところで会った。あの人は、スター・プロデューサーって感じじゃなくて、いい意味でビジネスライクで、エンジニア気質の、そんな人だった。もし機会あったら、オフコースやりたい、みたいな、そんなことも言ってくれたけど、“ともかく、日本語ではダメだ”と。“ビートルズは、幸いなことに英語だった。だからアメリカに行けたんだ”。その時、ジョージ・マーティンは日本のプロジェクトに興味を持っていた。やりたいという意向もあった。しかし、結局は実現しなかったな」「でもやるからには、“何とか英語の詞を”って、そう思った。東京戻って、スタッフの知り合いのジミーってイギリス人と組んで、10曲くらい、英語の詞を書いたな。デモ・テープ作って、そいつと一緒にキャピトル行って、前から知り合ってた人間に、聴かせたんだ」という。しかし、このデモ・テープはレコード会社に受け入れられず、オフコースの全米進出は一旦頓挫した。小田は「ボロクソ言われたんだ。ジミーは、落ち込んじゃって。事務所の連中とかメンバーは、ハワイに社員旅行で、俺ら、ロスからハワイで合流することになって。みんな、期待してたんだよ。アメリカで契約取れたかなぁ、みたいにさ。でも、俺はしまいに、そのジミーって奴と空港からホテルへ向かう車の中で、喧嘩になっちゃってさ。でも、ジミーから、俺は色々と、わからなかった英語の発音とか、教えてもらった。いい奴だったんだよ。でも、アメリカは、そんなに甘くはなかったよな」と振り返っている。結局この時のデモ・テープのレコーディングの中から「CITY NIGHTS」のみがリリースされた。

### パッケージ、アートワーク
ジャケット撮影は夏の真っ最中に行われたため、秋物を着ているメンバーも、まわりのスタッフも汗だくだったという。また、小田がかけている眼鏡は度が入っていないという。アナログ盤の7"シングルレコードの初回盤は、ライトグリーンのクリアビニール仕様でリリースされた。

### 収録曲

#### Side-A
1. 緑の日々
作詩[注釈 5] · 作曲：小田和正

#### Side-B
1. CITY NIGHTS
  - 作詩[注釈 5]：JIMMY COMPTON, PHILIP H.RHODES, KAZUMASA ODA 作曲：KAZUMASA ODA
  - アルバム未収録曲

### クレジット
- プロデュース：オフコース
- © 1984 Pacific Music Publishing Co., Ltd. & FAIRWAY MUSIC CO., LTD.

### リリース日一覧
| 地域 | タイトル               | リリース日     | レーベル                        | 規格               | カタログ番号           | 備考 |
| ---- | ---------------------- | -------------- | ------------------------------- | ------------------ | ---------------------- | --- |
| 日本 | 緑の日々 / CITY NIGHTS | 1984年9月21日  | EXPRESS ⁄ FUN HOUSE             | 7"シングルレコード | 07FA-1011              | 「緑の日々」はアルバム『The Best Year of My Life』からのリカット、「CITY NIGHTS」はアルバム未収録。初回盤は、ライトグリーンのクリアビニール仕様。 |
| 日本 | 緑の日々 / CITY NIGHTS | 1991年12月21日 | FUN HOUSE                       | 8cmCDシングル      | FHDF-1140              | |
| 日本 | 緑の日々 / CITY NIGHTS | 2020年6月3日   | USM JAPAN ⁄ UNIVERSAL MUSIC LLC | CD                 | UPCX-4248 (TDCD 91303) | デビュー・シングル『群衆の中で / 陽はまた昇る』からラスト・シングル『夏の別れ / 逢いたい』までを収録した全36枚組CD BOX『コンプリート・シングル・コレクションCD BOX』(UPCY-9918)の中の1タイトル。発表当時のアナログ7インチ・シングルのアートワークを再現した12cm紙ジャケット仕様CD。 |

## 小田和正のセルフ・カヴァー

### 解説
小田和正による「緑の日々」のセルフ・カヴァーは当初シングルのみでリリースされた、1984年に制作されたオフコース時代の楽曲のセルフ・カヴァー。この曲はTBC ブライダル・キャンペーン・ソングに使用され、後にアルバム『LOOKING BACK』及びオールタイム・ベスト『あの日 あの時』に収録された。

### 収録曲
1. 緑の日々
  - 作詩[注釈 5] · 作曲 · 編曲：小田和正
  - TBC ブライダルキャンペーンソング
2. 緑の日々（オリジナルカラオケ）

### レコーディング・メンバー
- CHIAKI YOSHIIKE  –  Ba.
- KEIICHI HIDAKA  –  Gt.
- HIDEKI MOCHIZUKI  –  Syn. & Dr. Prog.
- & K.ODA